# Юрий Борзаковски
Юрий Борзаковски (на руски: Юрий Борзаковский) е руски лекоатлет, бегач на средни разстояния. Той е единственият руски олимпийски шампион в беговите дисциплини на мъжката лека атлетика, като печели златото на 800 метра през 2004 г.
От 2015 г. е старши треньор на руския национален отбор по лека атлетика.

## Кариера
На юношеско ниво е шампион на Световните юношески игри през 1998 г., а през 1999 г. поставя национален рекорд на 400 и 800 метра. На 19-годишна възраст достига финала на Олимпиадата в Сидни и завършва на седмо място. През 2001 г. става световен шампион в зала на 800 метра, а през 2003 г. завършва втори на Световното първенство на открито, като отстъпва на алжиреца Джабир Саид-Гуерни с 0,03 секунди.
През 2004 г. достига най-големия си успех, като печели златния медал в Атина, като на финалните метри изпреварва южноафриканеца Мбулаени Мулаудзи и световния рекордьор в дисциплината Уилсън Киптекер. На следващата година отново в сребърен медалист на Световното първенство.
На Олимпиадата в Пекин отпада в полуфинала, като по-късно обяснява, че предолимпийската подготовка е била грешна. През 2009 г. за втори път в кариерата си става европейски шампион в зала. През 2012 г. за първи път в кариерата си става европейски шампион на първенството в Хелзинки.
Борзаковски е заслужил майстор на спорта на Русия и през 2005 г. е награден с ордена „Дружба“ за своя принос в развитието на спорта.

## Успехи
- Олимпийски шампион – 2004
- Европейски шампион – 2012
- Световен шампион в зала – 2001
- Европейски шампион в зала – 2000, 2009
- Национален рекордьор на Русия в дисциплините 800 метра и 1000 метра
- Национален рекордьор на Русия в дисциплините 600 метра, 800 метра и 1000 метра в зала